# Nasada zamkowa
Nasada zamkowa – odłączalna część lufy działa. Zawiera ona komorę zamkową, w której umieszcza się mechanizmy zamka. Nasady zamkowe zaczęto stosować po I wojnie światowej. W działach starszych wzorów stanowiły integralną całość z lufą. Obecnie stosowane łączy się z tylną częścią lufy za pomocą gwintu lub tulei łączącej.